# Christiaan Barnard
Pour les articles homonymes, voir Barnard.
Christiaan Barnard, né le 8 novembre 1922 à Beaufort West (Union d'Afrique du Sud) et mort le 2 septembre 2001 à Paphos (Chypre), est un chirurgien cardiaque sud-africain, qui devint célèbre pour avoir réussi la première transplantation cardiaque à partir d'un cœur humain en 1967.

## Biographie

### Enfance
Christiaan Barnard, d'origine modeste, fils d'Adam Hendrik Barnard pasteur de l'Église réformée hollandaise et de Maria Elizabeth de Swart, femme ambitieuse pour ses enfants et organiste à l'église, est né et a grandi à Beaufort West dans la province du Cap.
Alors qu'il n'est encore qu'un très jeune enfant, un de ses quatre frères, Abraham, meurt des suites d'une pathologie cardiaque. Cet événement affecte profondément la famille Barnard et influence le choix de carrière du jeune Christiaan.

### Médecin
Il étudie à la faculté de médecine de l'université du Cap et fait son internat au Groote Schuur Hospital du Cap. Il commence ensuite une carrière de médecin généraliste à Ceres, une petite ville de l'ouest de la province du Cap.
C'est pendant son exercice là-bas qu'il épouse en 1948 l'infirmière Aletta Louw.
En 1951, il retourne travailler dans deux hôpitaux du Cap pour obtenir, en 1953, une maîtrise de l'université du Cap. Il obtient plus tard le titre de docteur en médecine de la même université après une thèse sur Le traitement de la méningite tuberculeuse.
De 1956 à 1958, il étudie la chirurgie à l'université du Minnesota, en même temps que son ami du moment Christian Cabrol. C'est en participant à des opérations de chirurgie cardio-thoracique auprès de C. Walton Lillehei à Minneapolis qu'il décide d'en faire sa spécialité. Il devient l'élève de Norman Shumway, pionnier de la chirurgie cardiaque. Les pionniers américains de la transplantation cardiaque (Norman Shumway et son élève Richard Lower à San Francisco, Adrian Kantrowitz (en) à New York), après une dizaine d'années d'expérimentations de transplantations de cœur sur les animaux, ne pouvaient les réaliser sur l'homme car la législation américaine définissait la mort par l'arrêt du cœur sans reconnaître la mort cérébrale (une définition de la mort cérébrale, identifiée au syndrome de coma dépassé, n'y sera donnée qu'en 1968 par une commission de la Harvard Medical School). Christiaan Barnard profitera de ces travaux et de la législation sud-africaine plus souple pour le faire, les pionniers américains n'imaginant pas qu'il puisse les devancer car il avait juste fait des stages chez eux mais aucune recherche.
Il est nommé chirurgien cardio-thoracique au Groote Schuur Hospital en 1958, créant ainsi le premier service cardiologique de l'hôpital. Après le succès de la première greffe de rein en 1954 (d'abord sur des jumeaux puis sur un donneur et un receveur de parenté différente grâce à des traitements anti-rejet : irradiation au cobalt en 1966 du Dr David Hume ou premiers médicaments immunosuppresseurs), il se lance dans l'expérimentation sur modèles animaux de la transplantation cardiaque. Barnard effectue la première greffe de rein en Afrique du Sud en 1959, et fait un stage en Virginie auprès du Dr David Hume pour y apprendre la technique du traitement immunosuppresseur. Il devient alors professeur à l'université du Cap et, en 1961, responsable du département de chirurgie cardio-thoracique de l'université. En décembre 1967, il a réalisé des greffes cardiaques sur 48 chiens, soit 250 de moins que Norman Shumway et 210 de moins que Kantrowitz qui, de plus, ont obtenu de meilleures survies, leurs chiens vivant plus d'une année après l'opération contre 10 jours pour Barnard.

### Transplantation cardiaque
La première transplantation cardiaque orthotopique a lieu le 3 décembre 1967, pour une opération d'une durée totale de neuf heures et demie (durée qui ne gêne pas Barnard même s'il souffre déjà de rhumatisme articulaire), nécessitant une équipe d'une trentaine de personnes. Le patient âgé de 55 ans, Louis Washkansky, souffre de diabète et d'insuffisance cardiaque, un tiers de son cœur fonctionne encore mais s'affaiblit sans cesse, ne lui laissant aucune chance de survie : pour Barnard, il est le candidat indiqué pour la transplantation. Le greffon provient d'une jeune femme, Denise Darvall (en), dans le coma à la suite d'un accident de la route. Washkansky survit à l'opération et vit encore 18 jours avant de succomber à une pneumonie massive bilatérale induite par le traitement immuno-suppresseur. En plein apartheid, l'opération permet également de sauver Jonathan van Wyk, garçon noir de 10 ans, grâce au rein droit de Denise Darvall transplanté sur cet enfant souffrant d'insuffisance rénale. Pour ne pas rester sur cet échec, l'équipe du Groote Schuur réalise, le 2 janvier 1968, une deuxième transplantation sur Philip Blaiberg, dentiste blanc de 58 ans, grâce au cœur d'un Noir anonyme victime d'un accident de la route. Philip Blaiberg survit neuf mois, deux autres transplantés vivront 12 et 23 mois.
Il existe une controverse autour de l'opération sur Washkansky. Ainsi certains considèrent Barnard comme un opportuniste ayant injustement volé la gloire et les honneurs à Norman Shumway, chirurgien cardiaque à Stanford. Sans les recherches effectuées par ce dernier, la transplantation n'aurait pas été possible. Barnard effectue son opération historique peu après avoir observé les travaux de recherches de Shumway à Stanford.

### Notoriété

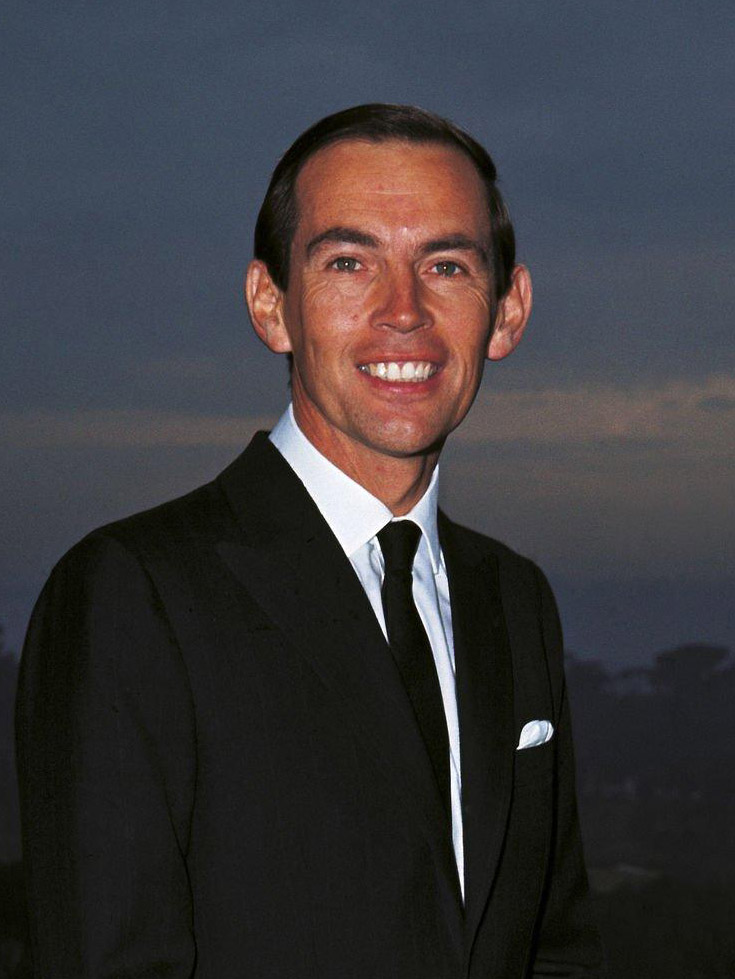
Christiaan Barnard en 1968.

Barnard, homme photogénique et à la forte personnalité, prend rapidement goût à l'attention que lui portent les médias dans les suites de l'opération, ce qui contribue à faire de lui un personnage mondialement connu. Très sollicité, il rencontre Grace Kelly, Sophia Loren, le pape Paul VI. Il continue à effectuer des greffes de cœur. Dorothy Fisher, transplantée en 1969 survit 12 ans, et devient, à cette époque, la greffée la plus âgée de l'histoire.
En 1969, Barnard divorce pour épouser, un an plus tard, Barbara Zoellner.
Barnard est aussi un pionnier dans de nouvelles techniques à risques avec par exemple, les doubles transplantations (1974), les valves mécaniques et l'utilisation de greffons cardiaques animaux pour les traitements en urgence (1971). Il effectua dix transplantations orthotopiques (1967 – 1973), et avec son équipe 48 transplantations hétérotopiques (1975 – 1983). L'introduction de la ciclosporine comme traitement immunosuppresseur entraîne une reprise dans les greffes orthotopiques.
Très engagé contre la politique d'apartheid, sur la fin de sa vie il s'investit également dans des causes humanitaires.

### Retraite
Christiaan Barnard écrit plusieurs romans : Les Saisons de la nuit, Les hommes ne meurent jamais, Un bateau nommé espoir (1984).
Il divorce de nouveau en 1982, et prend sa retraite en 1983, les mains raidies par la polyarthrite rhumatoïde, il n'est plus capable d'opérer.
Il porte alors son intérêt sur la recherche contre le vieillissement et sa réputation est entachée en 1986 alors qu'il promeut le Glycel, une crème anti-âge vantée comme le nouvel élixir de jouvence, un produit très vite retiré du marché par la Food and Drug Administration américaine. Pourtant cette crème, créée pour le laboratoire de la Clinique la Prairie en Suisse, et dont la formule est rachetée en 2010 par une entreprise de Hong Kong, est toujours fabriquée.
Il se marie une troisième fois, en 1988, à la jeune Karin Setzkorn, pour divorcer encore une fois en 2000. Il meurt le 2 septembre 2001, alors en vacances à Paphos à Chypre, après une crise d'asthme atypique. Les médias ont annoncé à tort une crise cardiaque. Il avait six enfants.